# Mehdi Rouich
Mehdi Rouich (en arabe : مهدى رويش), né le 9 octobre 1992, est un kayakiste marocain pratiquant le slalom.

## Carrière
Il est médaillé de bronze en K1 aux Championnats d'Afrique de slalom 2012 à Bethlehem et médaillé d'argent en K1 aux Championnats d'Afrique de slalom 2015 à Sagana. 